# Fräulein Doktor (film)
Ne doit pas être confondu avec L'Espionne Fräulein Doktor.
Pour plus de détails, voir Fiche technique et Distribution.
Fräulein Doktor est un film d'espionnage italo-yougoslave réalisé par Alberto Lattuada, sorti en 1969. 
Il évoque un personnage ayant réellement vécu, celui d'une espionne énigmatique, surnommée Fräulein Doktor, et qui aurait agi pour le compte des services secrets germaniques, au cours de la Première Guerre mondiale.

## Synopsis
Printemps 1916. La Première Guerre mondiale se prolonge avec son cortège de violence et d'horreur. À Scapa Flow, base navale militaire de la Royal Navy, située dans l'archipel des Orcades (Écosse), l'équipe du colonel Foreman stoppe les agents d'une opération sous-marine allemande. Toutefois, le troisième protagoniste parvient à s'enfuir. Après examen des vêtements laissés sur la côte, ce dernier serait une femme. Les deux hommes capturés refusent de parler. Suspectés d'espionnage, ils sont alors condamnés à la peine capitale. Le premier d'entre eux affronte la mort face au peloton d'exécution, tandis que le second, Mayer, révèle, à l'instant crucial, l'identité du fugitif et, en dernière instance, les visées poursuivies par les services secrets germaniques. En vérité, le meurtre d'un des hommes était programmé. Il s'agissait d'un habile stratagème pour faire parler le second. On en sait désormais un peu plus sur le troisième personnage : une espionne réputée brillante et insaisissable, répondant au nom de code : Fräulein Doktor. Celle-ci est officiellement actrice professionnelle et elle vient de provoquer l'émoi des services du contre-espionnage allié ; d'une part, en dévoilant à la Kaiserliche Marine les positions de tous les navires de guerre britanniques, et, d'autre part, en subtilisant le secret d'une arme chimique terrifiante, l'ypérite, que les belligérants n'ont pas encore utilisée concrètement. Pour l'heure, la belle espionne - une morphinomane conséquente, tribut d'une existence agitée et périlleuse - est déjà sur les mers avec le clair objectif d'empêcher l'arrivée en Russie du ministre de la Guerre britannique, le maréchal Kitchener, chargé d'aider à la réorganisation des armées tsaristes. En dépit du suicide d'un de ses contacts à Scapa Flow - ce dernier ne voulant pas être découvert -, Fräulein Doktor est parvenue à connaître le nom du navire sur lequel s'embarque le maréchal, le fameux croiseur cuirassé, HMS Hampshire. Certes, le contre-espionnage allié a retrouvé sa trace, mais il est pourtant trop tard...

## Fiche technique
- Titre original : Fräulein Doktor
- Réalisation : Alberto Lattuada
- Scénario : Vittoriano Petrilli, A. Lattuada, Duilio Coletti, Stanley Mann
- Photographie : Luigi Kuveiller
- Montage : Nino Baragli
- Effets spéciaux : Dušan Piroš
- Trucages : Otello Fava, Marija Kordić
- Musique : Ennio Morricone
- Décors : Mario Chiari
- Costumes : Enzo Bulgarelli, Maria De Matteis
- Production : Dino De Laurentiis Cinematografica ; Avala Film - Belgrade
- Pays d'origine :  Italie,  Yougoslavie
- Genre : espionnage, guerre, historique
- Format : couleur (technicolor) — 1,85:1
- Durée : 101 min
- Sortie : 1969

## Distribution
- Suzy Kendall : Fräulein Doktor
- Kenneth More : le colonel Foreman
- Nigel Green : le colonel Mathesius
- Alexander Knox : le général Peronne
- Capucine : Docteur Saforet
- Olivera Katarina : la marquise de Haro
- James Booth : Mayer
- Roberto Bisacco : Hans Schnell
- Giancarlo Giannini : le lieutenant Hans Ruppert

## Commentaires
Le personnage de Fraülein Doktor a fait l'objet de plusieurs films : l'actrice allemande Dita Parlo a interprété le rôle, à deux reprises, en 1937, pour Georg Wilhelm Pabst (Mademoiselle Docteur) et pour Edmond T. Gréville dans la version anglaise de la précédente réalisation. Enfin, Myrna Loy l'incarna auparavant pour Sam Wood dans L'Espionne Fräulein Doktor (Stamboul Quest) en 1934.
En 1937, Pabst se souciait, avant tout, d'intrigue policière et de romanesque amoureux. Le film avait d'ailleurs été distribué sous le titre : Salonique nid d'espions. À la fin, le scénariste Georges Neveux choisissait de faire mourir Dita Parlo/Fräulein Doktor : elle était tuée par l'homme qui l'aimait sincèrement. « Cet épilogue rachetait en partie les développements feuilletonesques de cette histoire. »
Lattuada, en revanche, s'est efforcé de ne pas rejeter la Première Guerre mondiale à l'arrière-plan. Ses qualités de calligraphe réapparaissent également dans les scènes d'intérieur et d'intimité : ainsi, dans sa façon de « capter l'atmosphère de saphisme dans les séquences entre Capucine et Suzy Kendall (Fräulein Doktor). » Mais, dans le dernier tiers du film, le cinéaste italien quitte l'horizon des chimères effusives pour « dresser une fresque militaire (qui) n'exalte aucun héroïsme et ne cherche même pas à donner une justification à l'affrontement sanglant des deux armées. ».
C'est pourquoi, le dessin psychologique de Fräulein Doktor est tracé sous une lumière tragique. Évidemment, ce portrait est sujet à caution : correspondrait-il à la vérité historique, étant entendu que la personnalité de l'héroïne (Anne-Marie Lesser alias Fräulein Doktor) nous est mal connue ? Chez Lattuada, « l'individu perdu voit monter vers ses lignes une cavalerie de cauchemar et il se tord de douleur avant d'éclater en mille blessures écrasé sous un invisible talon comme un fruit trop mûr. Le réalisateur condamne la guerre sans visage par le dégoût qu'elle doit nous inspirer », conclut Freddy Buache.